# 土公二
土公二（45 Psc，双鱼座TV）是双鱼座的一颗恒星，视星等为+6.78，距离地球约733光年。